# 織田信好
織田 信好（おだ のぶよし）は、安土桃山時代から江戸時代初期にかけての武士・茶人。官位は従五位下・左京亮。

## 略歴
織田信長の十男として誕生。幼名は良好。
信長の子であったが、天正10年（1582年）に信長が死去したときはまだ幼少であったため、羽柴秀吉に引き取られてその家臣となった。茶人であり、織田信益らは彼に師事したという。
慶長14年（1609年）7月14日、死去。法号は清巌円公徳林院。